# Villarreal Club de Fútbol 2014-2015
Questa voce raccoglie le informazioni del Villarreal Club de Fútbol nelle competizioni ufficiali della stagione 2014-2015.

## Rosa
| N. |                       | Ruolo | Calciatore          |
| -- | --------------------- | ----- | ------------------- |
| 1  | Spagna (bandiera)     | P     | Sergio Asenjo       |
| 2  | Spagna (bandiera)     | D     | Mario Gaspar        |
| 3  | Slovenia (bandiera)   | D     | Bojan Jokić         |
| 4  | Spagna (bandiera)     | C     | Tomás Pina          |
| 5  | Argentina (bandiera)  | D     | Mateo Musacchio     |
| 6  | Messico (bandiera)    | C     | Jonathan dos Santos |
| 7  | Argentina (bandiera)  | A     | Luciano Vietto      |
| 8  | Nigeria (bandiera)    | A     | Ikechukwu Uche      |
| 9  | Messico (bandiera)    | C     | Giovani dos Santos  |
| 10 | Costa Rica (bandiera) | A     | Joel Campbell       |
| 14 | Spagna (bandiera)     | C     | Manu Trigueros      |

| N. |                           | Ruolo | Calciatore               |
| -- | ------------------------- | ----- | ------------------------ |
| 15 | Spagna (bandiera)         | D     | Víctor Ruiz              |
| 16 | Spagna (bandiera)         | D     | José Dorado              |
| 17 | Russia (bandiera)         | C     | Denis Čeryšev            |
| 18 | Spagna (bandiera)         | D     | Jaume Costa              |
| 19 | Spagna (bandiera)         | C     | Moi Gómez                |
| 20 | Brasile (bandiera)        | D     | Gabriel Paulista         |
| 21 | Spagna (bandiera)         | C     | Bruno Soriano (capitano) |
| 22 | Serbia (bandiera)         | D     | Antonio Rukavina         |
| 23 | Spagna (bandiera)         | A     | Gerard Moreno            |
| 24 | Costa d'Avorio (bandiera) | D     | Eric Bailly              |
| 25 | Spagna (bandiera)         | P     | Juan Carlos              |

## Risultati

### Europa League
| Arbitro: | Bas Nijhuis |

|  |           |                                          |
|  | Marcatori | 33’ Cani 48’ dos Santos 84’ Mario Gaspar |

| Arbitro: | Liran Liany |

|                                              |           |  |
| Vietto 21’ (54) Soriano 61’ (rig.) Leiva 67’ | Marcatori |  |

| Arbitro: | Ivan Kružliak |

|              |           |          |
| Herrmann 21’ | Marcatori | 68’ Uche |

| Arbitro: | Arnold Hunter |

|                                  |           |  |
| Moreno 9’, 82’ Espinosa 44’, 51’ | Marcatori |  |

| Arbitro: | Halis Özkahya |

|                                             |           |                  |
| Cani 6’ Vietto 57’ Bruno 60’ dos Santos 78’ | Marcatori | 43’ Schönbächler |

| Arbitro: | Vladislav Bezborodov |

|                                    |           |                     |
| Etoundi 21’ Buff 26’ Chikhaoui 29’ | Marcatori | 19’ Pina 23’ Gerard |

| Arbitro: | Szymon Marciniak |

|                          |           |                       |
| Vietto 26’ Cheryshev 63’ | Marcatori | 55’ Raffael 67’ Xhaka |

| Arbitro: | Serge Gumienny |

|  |           |                       |
|  | Marcatori | 35’ Gerard 40’ Vietto |

| Arbitro: | Bobby Madden |

|                        |           |                    |
| Uche 32’ Cheryshev 54’ | Marcatori | 48’ (rig.) Soriano |

| Arbitro: | Kenn Hansen |

|              |           |                                |
| Djuricin 18’ | Marcatori | 33’, 66’ Vietto 79’ dos Santos |

| Arbitro: | Daniele Orsato |

|            |           |                                 |
| Vietto 48’ | Marcatori | 1’ Vitolo 21’ M'Bia 50’ Gameiro |

| Arbitro: | Martin Atkinson |

|                          |           |                   |
| Iborra 69’ D. Suárez 83’ | Marcatori | 73’ G. dos Santos |